# Sanandaj
Sanandaj este un oraș din Iran.